# الدوري الأردني 2008–09
الدوري الأردني 2008–09 هو الموسم السابع والخمسون من دوري الدرجة الممتازة لكرة القدم في الأردن.

## الأندية المشاركة
| نادي         | مدينة   | ملعب                       | موسم 2008–09            | ملاحظات                                                       |
| ------------ | ------- | -------------------------- | ----------------------- | ------------------------------------------------------------- |
| الوحدات      | عمان    | ستاد الملك عبد الله الثاني | بطل الدوري الأردني      | متأهل إلى كأس الاتحاد الآسيوي 2009 متأهل إلى دوري أبطال العرب |
| الفيصلي      | عمان    | ستاد عمان الدولي           | ثاني الدوري الأردني     | متأهل إلى كأس الاتحاد الآسيوي 2009 متأهل إلى دوري أبطال العرب |
| شباب الأردن  | الزرقاء | ستاد الأمير محمد           | ثالث الدوري الأردني     | متأهل إلى دوري أبطال العرب                                    |
| الحسين       | إربد    | ملعب الحسن                 | رابع الدوري الأردني     |                                                               |
| البقعة       | عمان    | ستاد الملك عبد الله الثاني | خامس الدوري الأردني     |                                                               |
| العربي       | إربد    | ملعب الحسن                 | سادس الدوري الأردني     |                                                               |
| الجزيرة      | عمان    | ستاد البتراء               | سابع الدوري الأردني     |                                                               |
| شباب الحسين  | عمان    | ستاد الملك عبد الله الثاني | ثامن الدوري الأردني     |                                                               |
| اتحاد الرمثا | الرمثا  | استاد الأمير هاشم          | تاسع الدوري الأردني     |                                                               |
| اليرموك      | عمان    | ستاد الملك عبد الله الثاني | الصعود من الدرجة الأولى |                                                               |

## تغييرات المدربين
| فريق    | المدرب الراحل | تاريخ الرحيل  | سبب الرحيل       | استبدله      | تاريخ الاستبدال |
| ------- | ------------- | ------------- | ---------------- | ------------ | --------------- |
| الفيصلي | علاء نبيل     | 26 أغسطس 2008 | أقيل لسوء الأداء | محمد اليماني | 5 يناير 2009    |
| الفيصلي | محمد اليماني  | 26 أغسطس 2008 | مدرب مؤقت        | نزار محروس   | 5 فبراير 2009   |
| الفيصلي | نزار محروس    | 30 أبريل 2009 | استقال           | ثائر جاسم    |                 |

## الترتيب النهائي
| مركز | نادي         | لعب | ف  | ت | خ  | له | عليه | ف.أ | نقاط |
| ---- | ------------ | --- | -- | - | -- | -- | ---- | --- | ---- |
| 1    | الوحدات      | 18  | 13 | 4 | 1  | 43 | 9    | +34 | 43   |
| 2    | شباب الأردن  | 18  | 13 | 2 | 3  | 37 | 16   | +21 | 41   |
| 3    | الفيصلي      | 18  | 11 | 6 | 1  | 34 | 13   | +21 | 39   |
| 4    | الجزيرة      | 18  | 9  | 3 | 6  | 33 | 28   | +5  | 30   |
| 5    | البقعة       | 18  | 7  | 5 | 6  | 23 | 23   | 0   | 26   |
| 6    | العربي       | 18  | 4  | 6 | 8  | 16 | 26   | −10 | 18   |
| 7    | الحسين       | 18  | 5  | 1 | 12 | 13 | 27   | −14 | 16   |
| 8    | اتحاد الرمثا | 18  | 4  | 4 | 10 | 16 | 34   | −18 | 16   |
| 9    | اليرموك      | 18  | 4  | 2 | 12 | 13 | 31   | −18 | 14   |
| 10   | شباب الحسين  | 18  | 3  | 1 | 14 | 15 | 36   | −21 | 10   |

|  | البطل                    |
|  | الهبوط إلى الدرجة الأولى |

| بطل الدوري الأردني 2008–09                 |
| ------------------------------------------ |
| اللقب الحادي عشر للمرة الثالثة على التوالي |

## روابط خارجية
- Jordan - List of final tables (RSSSF)